# Перов Артур Дмитрович
Арту́р Дми́трович Перов (1992—2014) — старший солдат Збройних сил України, учасник російсько-української війни.

## Життєпис
Народився 1992 року в місті Запоріжжя; навчався у 84-й школі. Захоплювався футболом. 2011 року закінчив Запорізьке професійне училище, здобув спеціальність слюсаря-електрика. Працював на взуттєвій фабриці. Проходив строковуу службу в армії у 2011—2012 роках.
Мобілізований 2 квітня 2014-го, оператор-топогеодезист, 93-тя бригада.
18 серпня 2014-го загинув під час ворожого обстрілу з БМ «Ураган» позиції реактивної артилерійської батареї бригади. Тоді ж загинув майор Лавошник Юрій Миколайович.
Похований на Первомайському кладовищі в Запоріжжі 20 серпня 2014-го.
Без Артура залишилися мама, батько та вітчим.

## Нагороди та вшанування
За особисту мужність і героїзм, виявлені у захисті державного суверенітету та територіальної цілісності України, вірність військовій присязі нагороджений
- орденом «За мужність» III ступеня (14 листопада 2014 року, посмертно).
- Його портрет розміщений на меморіалі «Стіна пам'яті полеглих за Україну» в Києві: секція 3, ряд 2, місце 2.
- Вшановується 18 серпня на щоденному ранковому церемоніалі вшанування українських захисників, які загинули цього дня в різні роки внаслідок російської збройної агресії[1]
- 24 травня 2016 року на будівлі школи № 84 відкрито меморіальну дошку Артурові Перову.
- 28 листопада 2016 року нагороджений орденом «За заслуги перед Запорізьким краєм» III ступеня (посмертно).